# ソビエト連邦の憲法
ソビエト連邦の憲法は、ソビエト社会主義共和国連邦の憲法。歴史的に以下の3憲法が存在した。
- 1924年憲法
- 1936年憲法（通称：スターリン憲法）
- 1977年憲法（通称：ブレジネフ憲法）

## 歴史
1924年憲法はロシア共和国の1918年憲法をモデルにして作成された。ソビエト連邦の各憲法は、ソビエト連邦を構成する各ソビエト社会主義共和国の憲法の直接の祖先となった。
1980年代後半のペレストロイカにより民主主義の拡大が促進され、ソビエト連邦の崩壊に至った。

## 特徴
各憲法には共通の条項が存在した。その条項は労働者階級による指導で、後の2憲法では更に、ソビエト連邦共産党による政府と社会に対する指導的役割を宣言した。また全ての憲法は資産の社会的所有を堅持した。各憲法では統治上の権威としてソビエトまたは評議会による体制を標榜した。

## 比較
各憲法は外見上では西側で採用された多くの憲法と類似しているが、相違点もある。
ソビエト連邦の各憲法は、言論の自由、結社の自由、信教の自由などの政治的権利を宣言し、更に一連の経済的権利、社会的権利、全市民の義務などを規定し、議会は定期的な選挙で選出されるとされた。
しかし各憲法でのソビエト連邦共産党による指導的役割の規定により、実際には国家や社会の全ての政治的決定権は共産党が行う一党独裁制となった。